# Morcín
Morcín là một đô thị trong cộng đồng tự trị của Công quốc Asturias, Tây Ban Nha.

## Giáo khu
- Argame
- La Piñera
- Peñerúes
- San Esteban
- San Sebastián
- Santolaya
- La Foz